# Geyria grandis
Geyria grandis är en insektsart som beskrevs av Hölzel 1987. Geyria grandis ingår i släktet Geyria och familjen myrlejonsländor. Inga underarter finns listade i Catalogue of Life.